# Устройство паровоза
Данная статья представляет собой глоссарий основных компонентов, используемых на стандартном паровозе.
На данной схеме представлен паровоз типа 1-3-1, имеющий конструкцию, типичную ближе к концу паровой эры. Многие компоненты из представленных здесь не обязательно будут использоваться на всех паровозах, в том числе на сочленённых, компаундах или редукторных.

## Перечень компонентов
Цифры в круглых скобках (например, 11) указывают на номера связанных терминов из данного списка, либо на схеме

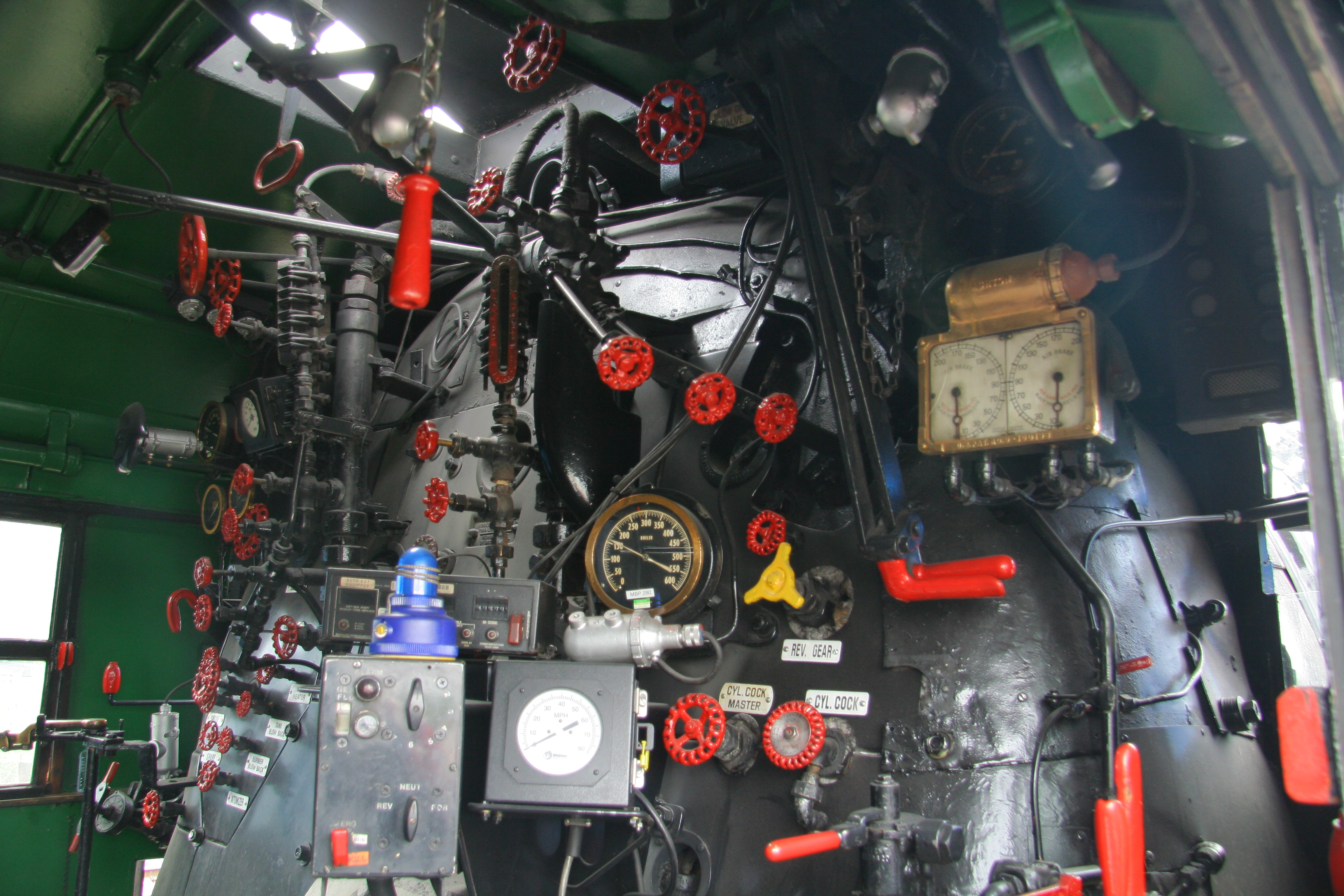
Вид на арматуру котла и основные приборы управления в будке машиниста

 1. Тендер — специальный железнодорожный вагон, постоянно соединённый с паровозом. Используется для хранения запасов воды и топлива (дрова, уголь, мазут), а также смазки, инструмента и инвентаря, существует также и тендер-конденсатор, который осуществляет конденсацию отработанного пара с помощью конденсатора воздушного охлаждения (с вентиляторами) и возвращает конденсат в котёл паровоза.
 2. Будка машиниста — служит для размещения локомотивной бригады и для укрытия арматуры котла и приборов управления локомотивом.
 3. Свисток — прибор, служащий для подачи звуковых сигналов; один из компонентов арматуры котла. Используется для предупреждения о приближении поезда, а также для подачи условных сигналов, которые определяются числом и продолжительностью нот. Преимущественно имеет паровой привод, но может применяться и воздушный. Паровоз на схеме имеет два свистка — большой и малой громкости; второй используется для подачи сигналов в черте городов.
 4. Длинная тяга — соединяет переводной рычаг в будке (2) с парораспределительным механизмом (20).
 5. Предохранительный клапан — служит для защиты котла от взрыва, когда давление пара в нём превысит максимально допустимое.
 6. Турбогенератор — электрический генератор, имеющий привод от небольшой паровой турбины. Служит для получения электроэнергии, в свою очередь используемой для питания наружного (включая прожектор и сигнальные огни) и внутреннего освещения локомотива, а также радиостанции и приборов безопасности.
 7. Песочница — бункер для хранения запаса песка, применение которого позволяет повысить силу тяги, а также снизить вероятность боксования.
 8. Тяга регулятора — служит для регулирования подачи пара из котла в паровую машину.
 9. Сухопарник / паровой колпак — служит для сбора (аккумулирования) и дополнительного осушения насыщенного пара, который затем подаётся в пароперегреватель, а после в паровую машину. Иногда в верхней части котла, помимо парового колпака, может стоять аналогичный по конструкции питательный колпак, который служит для очистки поступающей к котёл воды от примесей.
 10. Паровоздушный насос — служит для получения сжатого воздуха, который в свою очередь используется для управления пневматическими тормозами (системы Вестингауза, Матросова и другие), а также работы отдельных приводов.
 11. Дымовая коробка / дымовая камера — одна из трёх основных составных частей парового котла, служит для сбора множества потоков газов сгорания из цилиндрической части (29) в один большой, который затем выводится в дымовую трубу (33). Также в дымовой коробке размещаются устройства для создания в ней разрежения, что позволяет усилить приток свежего воздуха в топку (27).
Помимо этого, в дымовой коробке находятся паровпускные трубы (12), коллектор пароперегревателя, сифон, искрогасительные устройства и иногда водоподогреватель.
 12. Паровпускные трубы — направляют пар из котла в паровую машину.

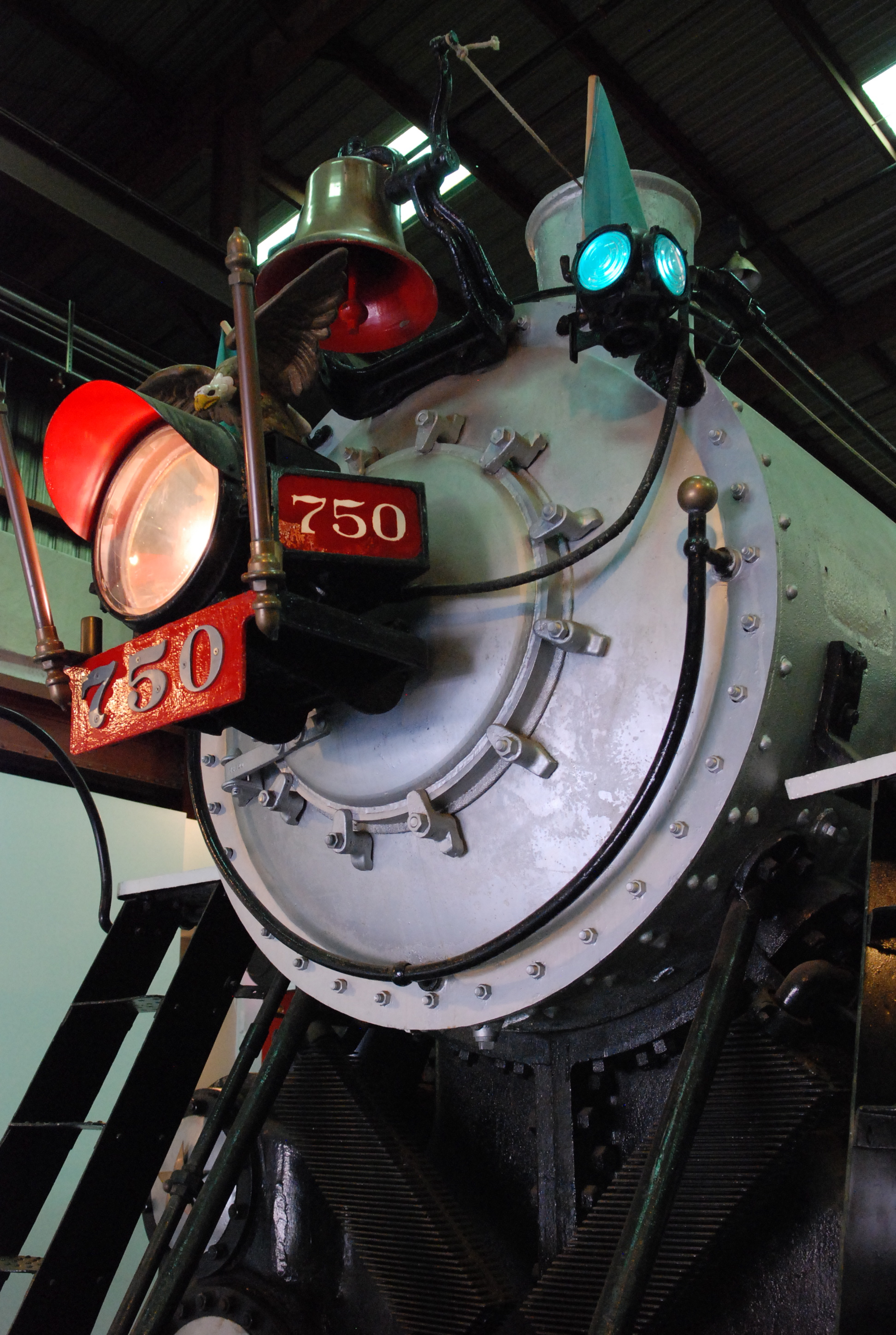
Фронтонный лист и смотровая дверца

 13. Фронтонный лист — предназначен для доступа внутрь дымовой коробки (11) и к расположенному в ней оборудованию при ремонте и очистке. Так как при работе паровоза внутри дымовой коробки должно создаваться разрежение, на мощных локомотивах фронтонный лист крепится к ней несколькими десятками болтов, поэтому для упрощения периодического осмотра коробки на фронтонном листе имеется небольшая по размерам дверца.
 14. Поддерживающая тележка — служит для разгрузки задней части паровоза, тем самым снижая осевые нагрузки, а также за счёт возвращающих устройств позволяет локомотиву лучше вписываться в кривые.
 15. Площадка вокруг котла — расположена на уровне пола будки и служит для возможности обхода котла во время движения, а также для упрощения его обслуживания.
 16. Рама — основная часть экипажа; является основанием, на котором размещены котёл, паровые цилиндры и части движущего и парораспределительного механизмов.
 17. Тормозная колодка — основной рабочий компонент железнодорожного тормоза; создаёт тормозную силу за счёт прижатия к поверхности катания колёс.
 18. Форсунка для подачи песка — подаёт песок из песочницы (7) на рельс непосредственно перед движущими колёсами, что позволяет повысить коэффициент сцепления последних с рельсами.
 19. Сцепное дышло / спарник — соединяет (спаривает) между собой сцепные (движущие) колёсные пары.
 20. Парораспределительный механизм — система тяг и рычагов, служащая для синхронизации движений золотников и поршней; позволяет менять направление движения, а также управлять отсечкой — наполнением цилиндров без использования регулятора.
 21. Шатун / ведущее (поршневое) дышло — передаёт от поршня на ведущее колесо тяговый момент, который затем через сцепные дышла (19) распределяется на остальные сцепные колёса.
 22. Шток поршня / скалка — передаёт момент от поршня к ползуну и далее к ведущему дышлу.
 23. Поршень — один из основных компонентов тяговой паровой машины; преобразует внутреннюю энергию пара в возвратно-поступательное движение.
 24. Цилиндр — один из основных компонентов тяговой паровой машины; на паровозах применён принцип двойного действия, когда пар попеременно поступает в переднюю и заднюю полость цилиндра.
 25. Золотник — служит для попеременной подачи пара в переднюю и заднюю полость цилиндра.
 26. Золотниковая коробка — полость, в которой расположен золотник; именно в золотниковую камеру непосредственно поступает пар из котла по паровпускным трубам (12), и лишь затем направляется в цилиндры.
 27. Топка — одна из трёх основных составных частей парового котла; служит для преобразования химической энергии топлива в тепловую, которая в свою очередь используется для образования пара. Топка на схеме также имеет камеру догорания, служащую для улучшения процесса работы.
 28. Цилиндрическая часть — одна из трёх основных составных частей парового котла; здесь тепловая энергия газов из топки используется для нагрева воды и преобразования её в пар. Цилиндрическая часть состоит из нескольких десятков, а то и сотен, дымогарных и жаровых труб, которые используются для прохода горячих газов, а также увеличения площади нагрева, что увеличивает парообразование. Жаровые трубы имеют больший диаметр, чем дымогарные, так как в них дополнительно располагаются элементы пароперегревателя (30).
 29. Паровой котёл — одна из основных частей паровоза, его источник энергии. В классическом исполнении представляет собой горизонтальный сосуд с множеством труб (28), ограниченный с одной стороны топкой (27), а с другой — дымовой коробкой (11).
 30. Пароперегреватель — служит для преобразования насыщенного пара в перегретый и представляет собой множество небольших труб, расположенных внутри жаровых. Перегрев пара позволяет значительно снизить тепловые потери, что в свою очередь даёт существенное увеличение коэффициента полезного действия паровоза в целом.
 31. Регуляторная труба — направляет пар из сухопарника в коллектор пароперегревателя; регулятор (дроссельная заслонка) может устанавливаться либо в начале трубы (в сухопарнике, как на схеме), либо в её конце у коллектора.
 32. Коллектор пароперегревателя — направляет поток насыщенного пара в элементы пароперегревателя, а исходящие потоки перегретого пара — в паровпускные трубы и далее в паровую машину; нередко конструкторы объединяют в одно целое коллектор пароперегревателя и регулятор.
 33. Дымовая труба — служит для отвода продуктов сгорания в атмосферу; из-за ограничения по верхнему габариту часто утапливается внутрь дымовой коробки.
 34. Прожектор — световой прибор, служащий для освещения пути впереди локомотива.
 35. Соединительный рукав — соединяет тормозные магистрали паровоза и состава.
 36. Водяной бак — основная часть тендера (1); служит для хранения запасов воды. Наибольшее распространение получила П-образная (подковообразная) в плане форма бака, так как позволяет расположить в центральной части угольный ящик.
 37. Угольный ящик / угольный бункер — служит для хранения запаса топлива (уголь, реже торф или дрова) и имеет наклонные стенки, которые позволяют топливу собираться в одном месте; на мощных локомотивах используются механические углеподатчики, которые позволяют заменить ручной труд кочегара. На американских железных дорогах также некоторое распространение получил «толкатель угля» (англ. coal pusher), выполненный в виде скребка, подталкивающий уголь от задней стенки ближе к передней части.
 38. Колосниковая решётка — элемент гарнитуры топки, служащий для поддержания слоя твёрдого топлива; благодаря решётчатой конструкции, обеспечивает приток свежего воздуха в топку и удаление из неё золы.
 39. Зольник / поддувало — бункер, расположенный под колосниковой решёткой и служащий для сбора золы, шлака и мелких частиц несгоревшего топлива, а также для подвода воздуха (через специальные клапаны) к сжигаемому топливу.
 40. Букса — служит для передачи тяговых и тормозных сил от колёсной пары (43) к раме (16) и для передачи на колёсную пару веса обрессоренных частей паровоза; для снижения сопротивления движению, в буксах расположены подшипники (качения или скольжения).
 41. Балансир — элемент рессорного подвешивания, служащий для распределения и выравнивания нагрузок между отдельными осями локомотива.
 42. Рессора — основной элемент рессорного подвешивания, служащий для упругой связи между рамой (16) и буксами (40), а также для передачи веса паровоза на его ходовые части.
 43. Движущие (сцепные) колёсные пары — через кривошипно-шатунный механизм преобразуют возвратно-поступательное движение от поршня во вращательное, которые в свою очередь в результате взаимодействия колёс с рельсами преобразуется в поступательное, создавая тем самым силу тяги. Ускорения от движущего механизма, передаваемые на колёса, уравновешиваются противоположными балансирами.
 44. Стойка рессоры / упорка — служит для передачи вертикальных нагрузок от рессоры (42) на корпус буксы (40).
 45. Конусное устройство — соединено паровыпускной трубой с паровой машиной и служит для выброса мятого (отработанного) пара в дымовую трубу, тем самым усиливая в ней тягу газов сгорания, что в свою очередь усиливает приток воздуха в топку.
 46. Бегунковая тележка — служит для разгрузки передней части паровоза, тем самым снижая осевые нагрузки, а также за счёт возвращающих устройств позволяет локомотиву лучше вписываться в кривые.
 47. Метельник / путеочиститель — щит, выполненный из прутьев, листовой или литой стали, предназначенный для откидывания с пути препятствий, которые при попадании под колёса могут привести к сходу с рельс.
 48. Автосцепка — служит для соединения локомотива с вагонами или другим локомотивом.